# ウルクスヘブン
有限会社ウルクスヘブン（英: ULLUCUS HEAVEN Inc.）は携帯のアプリやサイト、ツール等企画・開発・制作・運営を主な事業とするゲーム会社。大阪府吹田市江坂に本社(アルヴィオン内）アルヴィオングループとして、別会社アルヴィオンとともにパブリッシャー及びデベロッパー業務を行っている。

## 概要
ウルクスヘブン(ULLUCUS HEAVEN)は、アルヴィオングループとして携帯アプリの事業を基軸に様々なプロジェクトを展開。パブリッシャー及びデベロッパー双方の事業を展開。

## 沿革
- 2006年（平成18年） - 関連会社の有限会社ウルクスヘブン1月30日に設立
- 2006年（平成18年）通常携帯のアプリやフラッシュゲームを開発、配信。パブリッシャー活動を本格化
- 2010年（平成22年）スマートフォン用アプリを配信開始
- 2011年（平成23年）ソーシャルアプリケーションサービスを提供開始
- 2012年（平成24年）ソーシャルアプリケーションサービスをエニッシュ社と提携共同開発開始。オンラインショップの活動開始。オンラインショップ「うるくすチャンネル」及び「支店」がスタート
- 2014年（平成26年）10月　ウルクスヘブンからLINEスタンプの配信を開始しました。現在も定期的に配信

## 開発した主な家庭用ゲームソフト
- ぷちっとクラスター　switch版　PS4版　配信（DL専用ソフト）

## 開発した主なアプリ
- エアシップエース　簡単爽快な爆撃シューティングゲームのiOS版、Android版　配信
- パズルゲーム「しずかな夜は」の日本語版、英語版（iOS/Android）の配信
- 萌え系なわとびアクションゲーム第3弾「萌えとびっ！ ミーシャVer.」（iOS/Android）が配信　英語版（iOS/Android）、
- 中国語版（iOS/Android）、インドネシア語版（iOS/Android）
- Fragment's Note インドネシア語版（iOS/Android）
- 「萌えとびっ！ 雪月Ver.」の英語版（iOS/Android）、中国語版（iOS/Android）、インドネシア語版（iOS/Android）
- 萌え系なわとびアクションゲーム第2弾「萌えとびっ！ 雪月Ver.」（iOS/Android）
- Fragment's Note -After Stories-英語版（iOS/Android）
- 萌えとびっ！（Android)美羽編　日本語版
- Moe Jump!（Android)美羽編　英語版
- SPEED CLUSTER 2017 Re-EDITION(APP/iOS/Android)
- ジェットダンク(APP/iOS/Android)
- エアシップエース(APP/iOS/Android)
- 静かな夜は(APP/iOS/Android)
- ウォーターガール(APP/iOS/Android)（配信終了）アドベンチャーシューティング
- ドラゴンタクティクス(SNS APP/iOS/Android)
- Fragment's Note2 Side:雪月（iOS/Android)
- Fragment's Note2 Side:雫（iOS/Android)
- Fragment's Note（iOS/Android/PlayStation(R)Mobile)
- にゃわとび！（iOS)
- いきなり！魔法学園（フィーチャー・フォン）(SNS APP)（エニッシュ社と共同開発。主にゲーム部分とデザインを担当)（配信終了）
- そらいく♪（フィーチャー・フォン）(SNS APP)（配信終了）
- MALICIOUS another story ―誰が為の歌―(iOS/iPad)
- ガーディアンポポン (iOS/iPod touch/iPad)
- スピードクラスター (iOS/iPod touch/iPad）
- ゆびいぬ (iPad)
- SFおとぎ奇譚桃太郎戦記 (フィーチャー・フォン)
- 生玉(フィーチャー・フォン)
- 生玉2(フィーチャー・フォン)
- オラクルストーン (フィーチャー・フォン)
- アプアプ王国撃沈王黄金伝説 (フィーチャー・フォン)
- アプアプ王国 禁断のりんご (フィーチャー・フォン)
- アプアプ王国 旗揚げの秘密 (フィーチャー・フォン)

## 開発した主なLINEスタンプ
- 可愛すぎるウルクスヘブン豚さんスタンプ　https://store.line.me/stickershop/product/5418323/ja
- ぷちっとクラスター vol.3
- ぷちっとクラスター vol.2
- ぷちっとクラスター
- スタンプシリーズ ウルクスヘブン

## 開発協力したアプリ
- ドラゴンボールZ関連（APP SNS）現在配信中
- ドラゴンタクティクス （マイネットゲームス）開発元のエニッシュ社と共同開発
- タップピクセル（iOS)
- あの花ＡＲプロジェクト （iOS)（配信終了）
- デコシェイク （iOS)
- 秘密のIsland　～失われた記憶～ （Android APP)